# Vokil
Vokil (bulgariska: Вокил) är ett distrikt i Bulgarien.   Det ligger i kommunen Obsjtina Dulovo och regionen Silistra, i den nordöstra delen av landet, 300 km öster om huvudstaden Sofia.
Trakten runt Vokil består till största delen av jordbruksmark. Runt Vokil är det ganska glesbefolkat, med 48 invånare per kvadratkilometer.